# Posten Norge
Posten Norge o La Posta Norvegese è il nome del servizio postale norvegese. L'azienda, di proprietà del ministero norvegese dei trasporti e delle comunicazioni, ha il monopolio sulla distribuzione di lettere di peso inferiore a 50 grammi in tutto il paese. Ci sono 30 uffici postali in Norvegia, oltre a 1400 punti vendita nei negozi al dettaglio.

## Storia
La Posta è stata fondata nel 1647 come Postvesenet ("il sistema postale") dal maestro generale delle poste Henrik Morian. È stata fondata come società privata e il Re Cristiano IV ha dato la sua benedizione alla fondazione dell'azienda. Postvesenet è stata gestita privatamente fino al 1719, quando lo stato è intervenuto. Da quel momento in poi, il servizio postale nazionale era un monopolio di stato. I servizi postali delle città locali rimasero privati, ma nel 1888 fu introdotta una nuova legge postale che estese il monopolio all'intero paese .
Nel 1933 Postvesenet fu ribattezzata Postverket. Nel 1996, Posten Norge BA è stata costituita come società di proprietà statale in cui lo stato norvegese aveva una responsabilità limitata. Nel 2002 La Posta ha cambiato la sua struttura societaria in quella di una società per azioni, per preparare la società alla prevista deregolamentazione del mercato postale norvegese. Posten Norge AS è ancora interamente di proprietà dello Stato norvegese e il processo di liberalizzazione è stato rinviato al 2011 dal governo.
Il servizio postale  è suddiviso in quattro divisioni: Posta, Logistica, Rete di distribuzione ed ErgoGroup AS. Quest'ultimo specializzato in servizi elettronici e outsourcing. ErgoGroup si è fusa con EDB per formare Evry ASA, che La Posta ora possiede congiuntamente con la società multinazionale norvegese di telecomunicazioni Telenor ASA.

## Espansione
Nel 2002 La Posta Norvegese ha acquisito il 57% delle azioni di una società postale svedese privata, CityMail e ha acquisito il restante 43% nel primo trimestre del 2006. La Norway Post possiede anche, o possiede in parte, Nor-Cargo, Frigoscandia, Pan Nordic Logistics, Scanex BV, Nettlast Hadeland, molte delle quali hanno le proprie filiali.